# Baksan (by)
 For alternative betydninger, se Baksan. (Se også artikler, som begynder med Baksan)
Baksan (russisk: Бакса́н) er en by i Republikken Kabardino-Balkaria i Rusland. Den ligger ved floden Baksan, omkring 20 km nord for republikkens hovedstad Naltsjik. Baksan havde i 2009 58.258 indbyggere, og et areal på 176 km². Den ligger i en højde af 450 moh.
Byen bliver første gang nævnt i 1748. Den fik status som bymæssig bosættelse i 1964, og bystatus i 1967.